# Gérald Hanning
Gérald Charles Hugh Hanning, né à Tananarive, le 15 septembre 1919 et mort à  Paris le 31 décembre 1980, est un urbaniste français.

## Biographie
Il est né à Tananarive à Madagascar. Sa mère, Alice Gilbert-Pierre est originaire de la Réunion, et son père, écossais, Charles James Hanning, vient de l'île Maurice.
En 1932 un ami de sa famille, le sculpteur Joël Martel, le présente à Le Corbusier avec lequel il travaille de 1937 à 1947. Il est inscrit comme étudiant à l'ENSBA dans l'Atelier d'Architecture Debat Ponsan de 1937 à 1945. Pendant la Guerre, Le Corbusier a peu de commandes et investit son énergie dans de nouvelles théories et modèles d'architectures discutant avec son équipe tard dans la nuit. 
Après son incarcération pour des raisons militaires d'août 1940 à février 1941 au Fort du Hâ à Bordeaux, ce qui a ébranlé sa santé, Hanning part en convalescence dans les Alpes. De cette époque il existe une importante correspondance illustrée où il exprime ses réflexions à propos de l'architecture et de la ville ainsi que des détails concernant le Modulor et le concept de l'Unité d'Habitation ou Cité Radieuse.
Après la Deuxième Guerre mondiale il prend ses distances avec les CIAM (Congrès International de l'Architecture Moderne).
Le projet de Dakhla représente l’apothéose de sa carrière maiq elle est interrompue lorsqu'il meurt prématurément, sur sa table à dessin, le 31 décembre 1980 âgé de 61 ans,.

### Collaboration avec Le Corbusier
En 1943 il est membre fondateur de l'ASCORAL (Assemblée des Constructeurs pour une Rénovation Architecturale) et contribue à la rédaction du système de proportion Modulor, de Le Corbusier ainsi qu'à la publication Les Trois etablissements Humains. Il collabore en 1945 au projet de Saint-Dié-des-Vosges, et à d'autres projets,. En 1947 il remet en cause les idées de base de l'Ascoral et des Congrès internationaux d'architecture moderne.

### Carrière d'urbaniste
À partir de cette rupture en 1947, il s'oriente vers une carrière d'urbaniste et œuvre pour proposer une alternative aux thèses des CIAM. En 1949 il est urbaniste conseil du Préfet de la Réunion pour le Ministère de la Reconstruction et de l'Urbanisme ; en 1950 avec Jean Bossu il conçoit des projets standardisés d'école et de logements ; en 1953 il devient directeur du projet de la région d'Alger,. En 1954 il est chef de Service Technique du Plan, Hôtel de Ville de Paris puis devient  conseiller technique du bureau d'urbanisme de Phnom Penh,,,. Il participe à l'effort du Sangkum à des expériences de logements de toutes sortes.
En 1970 il est Consultant des Nations unies pour l'étude du site de Tananrive et la politique d'habitat. Il participe en 1971 à la mise au point du projet du complexe industriel et scientifique de Sophia Antipolis puis organise le concours d'idées pour le quartier d'affaires de La Défense.
En février 1979 Hanning s'attèle à l'étude de Dakhla, une ville nouvelle dans la région d'Agadir destinée à quarante mille habitants. Une série de  dessins donne un aperçu de la faisabilité de la trame foncière appliqué à un projet urbain. Il réalise également un règlement d’aménagement ainsi que des prescriptions architecturales extrêmement détaillés.

### Postérité
Hanning a inventé plusieurs outils de gestion urbaine et a cherché a déverrouiller la plus grande difficulté : celle du foncier. 
En 1956 à Alger, il a créé l'Agence d'Urbanisme, une structure pour héberger des projets d'urbanisme. En 1963, avec J. Coignet et B. Warnier, alors qu'ils cherchent à identifier les sites pour les villes nouvelles de la région parisienne, il formule pour la première fois l'idée de « trame foncière » qui fera l'objet de sa recherche publiée par Corda en 1976. Sa méthode de création urbaine est fondée sur l'analyse par de nombreux dessins juxtaposés des traces sur les plans d'un site. Hanning recherchait comme un archéologue « la trame foncière, puisque le parcellement foncier est à la base du canevas du paysage. La parcelle est l'unité spatiale élémentaire sur laquelle portent les décisions pratiques, les faits qui agissent sur le paysage ». En respectant ce langage du terrain, tout nouveau plan intègre automatiquement son intelligence ce qui permet d'importantes économies pour l'acquisition du parcellaire, pour la construction des infrastructures (car respectueux de la topographie), pour l'implantation du bâti, mais aussi pour le confort climatique de ce dernier, et l'intégration harmonieuse dans un paysage qui allie la tradition avec la modernité.